# Stor-Austi
Stor-Austi (ook wel Austi) is een Zweeds eiland  behorend tot de Haparanda-archipel. Het eiland ligt ongeveer 20 kilometer ten zuiden van de plaats Haparanda. Het eiland heeft geen oeververbinding en is onbebouwd. Stor Austi en Lill-Austi maken deel uit van Natura 2000, voornamelijk vanwege de Primula nutans die hier groeit (ongeveer 14.000 stuks).
De oppervlaktegegevens zijn van beide eilanden tezamen. De zeestraat tussen beide eilanden in zo ondiep, dat bij laagwater in de Botnische Golf de eilanden verbonden zijn; bij hoogwater zijn het twee eilanden.

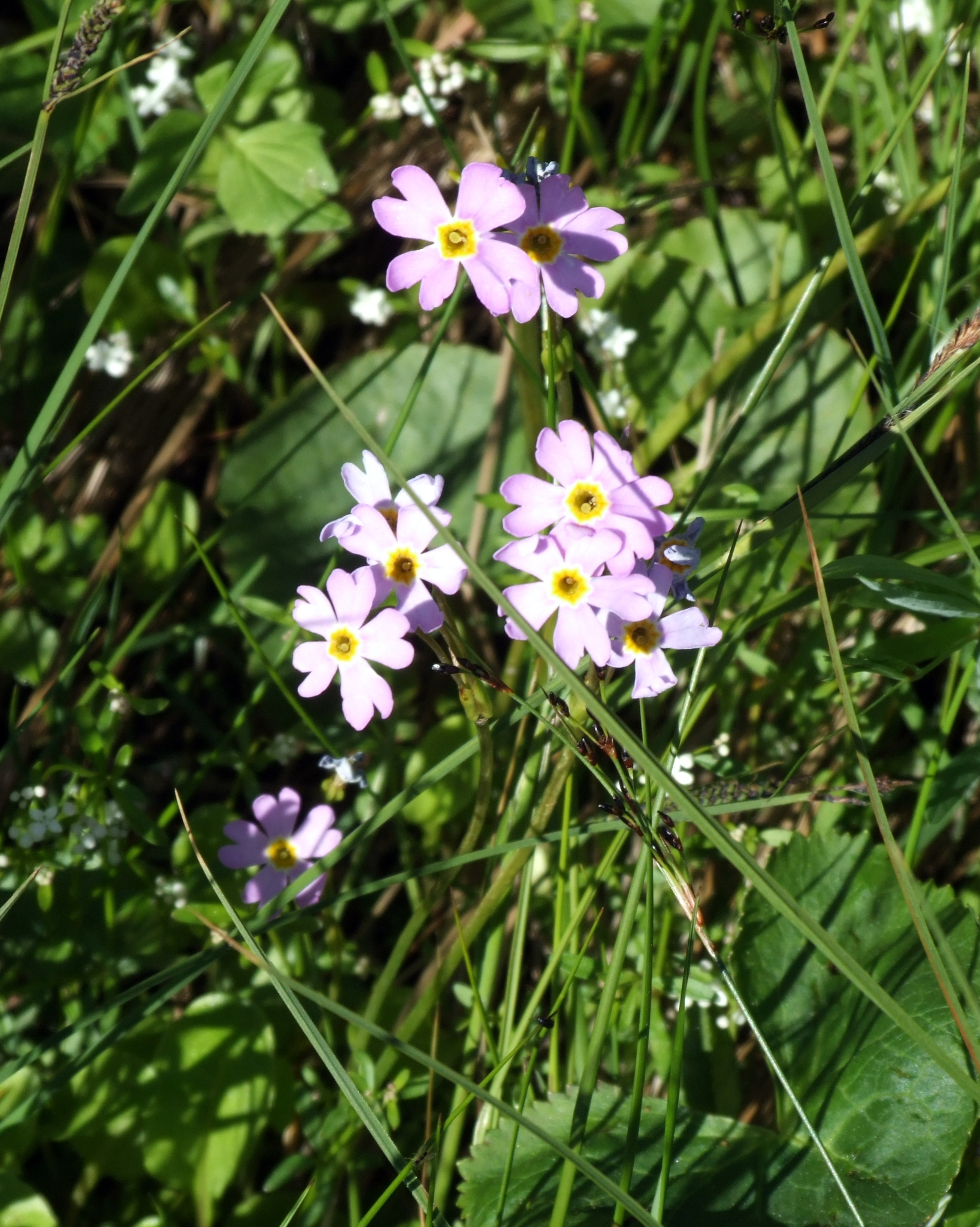
Primula nutans